# Liste des sites Ramsar au Mozambique
Cet article recense les zones humides du Mozambique concernées par la convention de Ramsar.

## Statistiques
La convention de Ramsar est entrée en vigueur au Mozambique le 3 décembre 2004.
En janvier 2020, le pays compte 2 sites Ramsar, couvrant une superficie de 45 348,72 km2.

## Liste
| Site                          | Province | Notes | Date          | Superficie (km²) | Altitude (m) | Identifiant Ramsar | Identifiant WDPA | Coordonnées                      | Photo |
| ----------------------------- | -------- | ----- | ------------- | ---------------- | ------------ | ------------------ | ---------------- | -------------------------------- | ----- |
| Delta du Zambèze              | Zambézie |       | 3 août 2004   | 31 711,72        | 1 100        | 1391               | 902679           | 17° 59′ 31″ sud, 36° 00′ 11″ est |       |
| Lac Niassa et sa zone côtière | Niassa   |       | 26 avril 2011 | 13 637,00        | 319 - 1 413  | 1964               | 555542729        | 12° 30′ sud, 34° 51′ est         |       |